# Trama (tèxtil)

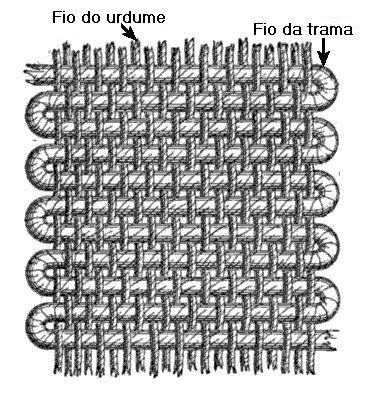
L'ordit i la trama en un teixit normal

A l'entorn del tissatge, la trama (trama tèxtil), és el fil que es fa passar a través de l'ordit (en sentit transversal) per crear un teixit o una tela. A Amèrica del Nord, de vegades és denominat fill ("fil de farciment").
En un teler, com que la trama no ha de ser estirada en la forma en què s'han de tibar els fils de l'ordit, en general pot ser menys forta que l'ordit, el qual es dimensiona per a suportar una forta tensió.

## Ús metafòric
El terme "trama" s'utilitza de vegades metafòricament d'una forma semblant a com es podria utilitzar "el trenat", per exemple, "la trama d'una novel·la", "la trama d'una obra de teatre". S'utilitza com a metàfora de l'estructura subjacent que es va trenant de mica en mica al llarg de l'obra.

## Altres cultures
A l'Índia, la trama rep el nom de "baana", que deriva d'una altra paraula hindi "bun na" or "bunai", que significa fet amb fils o cordes, tal com es feia en teixir la canya i altres formes de tècniques primitives de teixir.